# Yōsuke Mori
Yōsuke Mori (japanisch 森 洋介 Mori Yōsuke; * 25. Juli 1985 in der Präfektur Kagoshima) ist ein japanischer Fußballspieler.

## Karriere
Mori erlernte das Fußballspielen in der Nippon-Bunri-Universität. Seinen ersten Vertrag unterschrieb er 2008 bei FC Gifu. Der Verein spielte in der zweithöchsten Liga des Landes, der J2 League. Danach spielte er bei Volca Kagoshima.